# Torre Imperiale
La Torre Imperiale è una torre con annessa casa fortificata eretta a Maccagno, frazione di Maccagno con Pino e Veddasca.
Costruita nel Basso Medioevo, nel periodo in cui Maccagno si trovò incorporato nel feudo della famiglia Mandelli, la torre era adibita a zona estrema di difesa del paese sottostante e aveva uno scopo di avvistamento e segnalazione di pericoli.
L'attuale forma della Torre Imperiale è frutto di una serie di ristrutturazioni dei secoli successivi alla sua costruzione.